# Claude Mellan
Claude Mellan (Abbeville, 23 maggio 1598 – Parigi, 9 marzo 1688) è stato un incisore e pittore francese.

## Biografia
Figlio di un calderaio fabbricante di lastre di rame, trascorse la giovinezza a Parigi. La sua prima incisione, eseguita per una tesi di teologia presentata al Collegio Mathurin, mostra come già dal 1619 Mellan si trovasse a Parigi. Solo cinque anni più tardi partì per l'Italia, grazie all'aiuto economico di Nicolas-Claude Fabri de Peiresc.
A Roma studiò le opere di Francesco Villamena e divenne allievo di Simon Vouet. Nel 1626 dipinse il ritratto di Virginia de Vezzo, moglie del suo maestro Vouet, e, nel 1631, incise delle tavole per la Galleria Giustiniana che era allora diretta da Joachim von Sandrart il quale affidò l'esecuzione delle varie tavole anche a diversi altri incisori.
Mellan rientrò in Francia nel 1636 e si stabilì a Aix-en-Provence. In quegli anni incise una carta geografica della Luna seguendo le indicazioni di Fabri de Peiresc, ma nel 1637 si trasferì a Parigi, dove prese alloggio al Louvre.
A Parigi si spense nel 1688 all'età di novanta anni.

## Opere
Anatole de Montaiglon ha repertoriato 400 incisioni di Claude Mellan, di cui solo un centinaio ci sono pervenute. Mellan incise anche numerosi ritratti, in prevalenza busti, fra i quali spicca quello di Gerolamo Frescobaldi che era in quegli anni organista della Basilica di S. Pietro a Roma.

Mellan è stato anche un pittore di discreta fama. La maggior parte delle sue tele è però andata perduta ed esse sono conosciute attraverso le incisioni con cui Mellan riproduceva i suoi stessi quadri, come ad esempio "Sansone e Dalila", "San Giovanni Battista nel deserto", "Maddalena".
Mellan ha prodotto, altresì, numerose incisioni a carattere religioso, fra cui il celebre "Il Santo volto del Cristo sul velo della Veronica". Quest'opera, che è considerata il capolavoro di Claude Mellan, è nota perché è stata realizzata con un unico segno che, partendo dalla punta del naso del volto, descrive un'ininterrotta spirale che si allarga sino a completare il disegno del viso. Una raccolta di incisioni di Mellan entrò nelle collezioni del marchese Jacques-Louis de Beringhen che oggi sono conservate a Parigi, alla Biblioteca nazionale di Francia.

## Galleria d'immagini

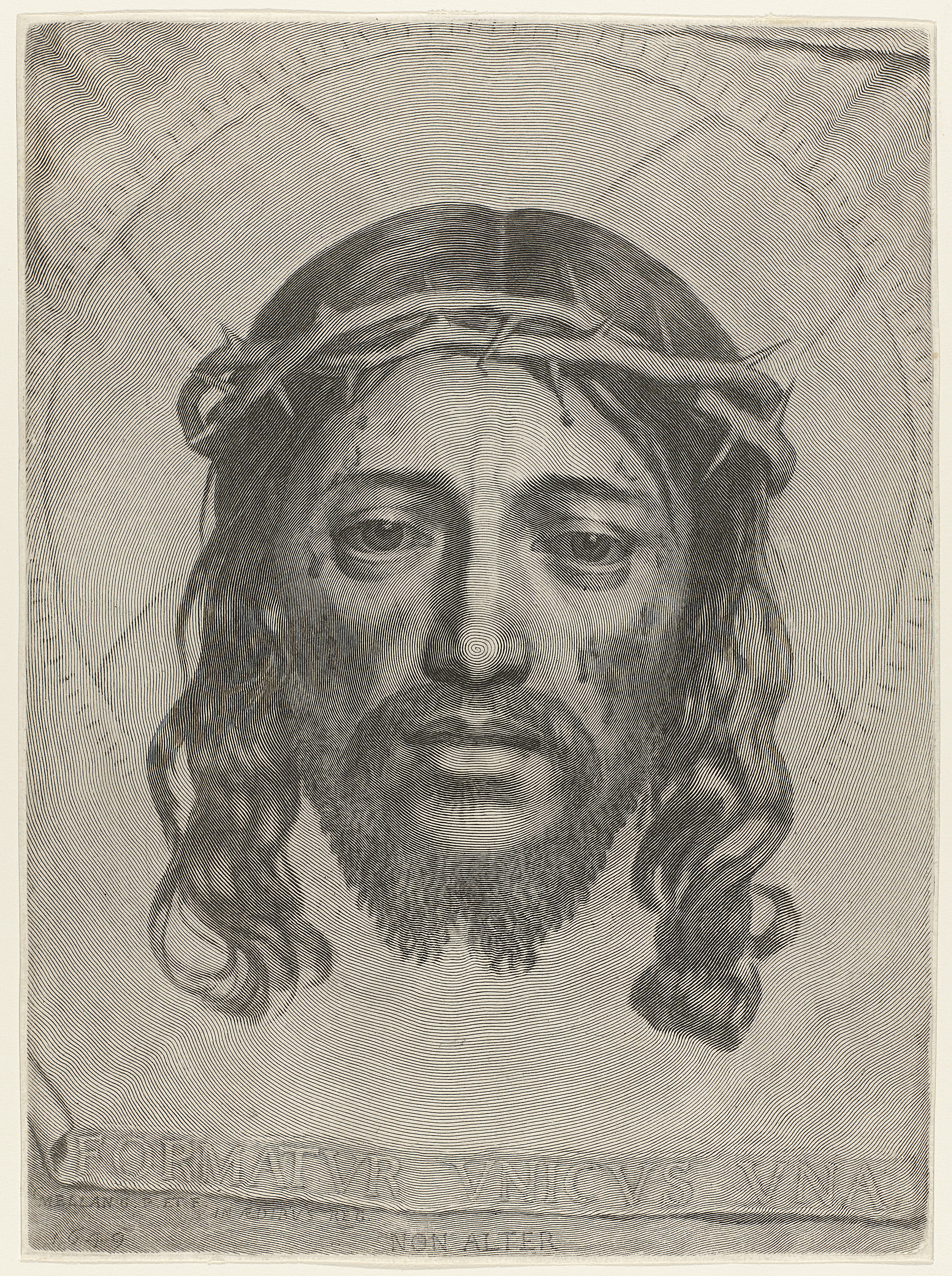
Il velo della Veronica
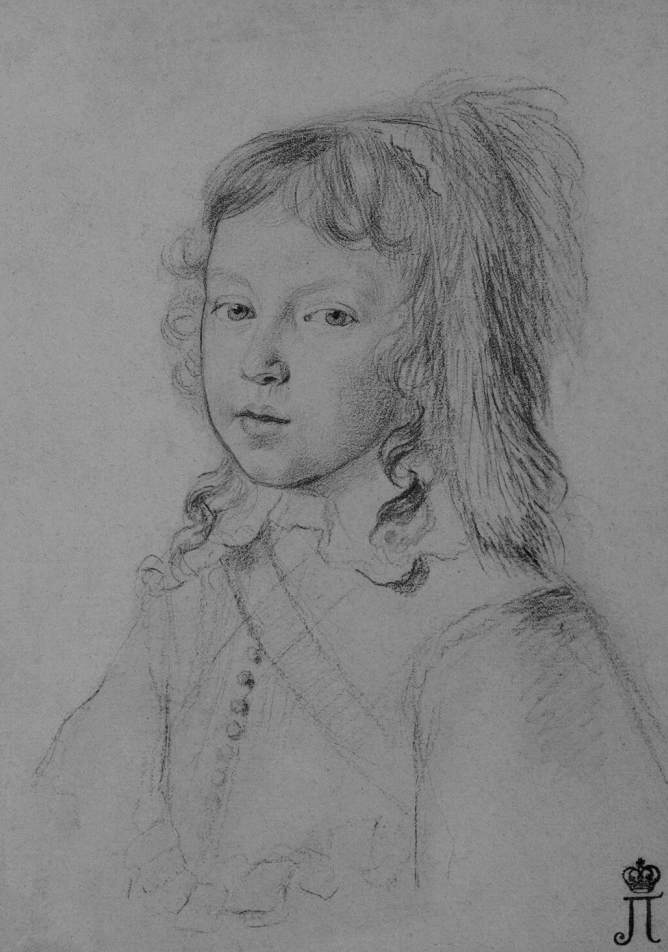
Luigi XIV da bambino
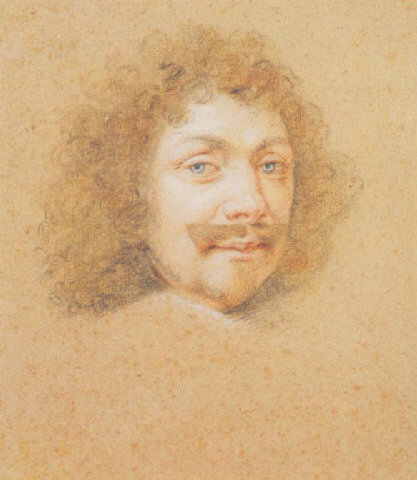
Henri de Montmor
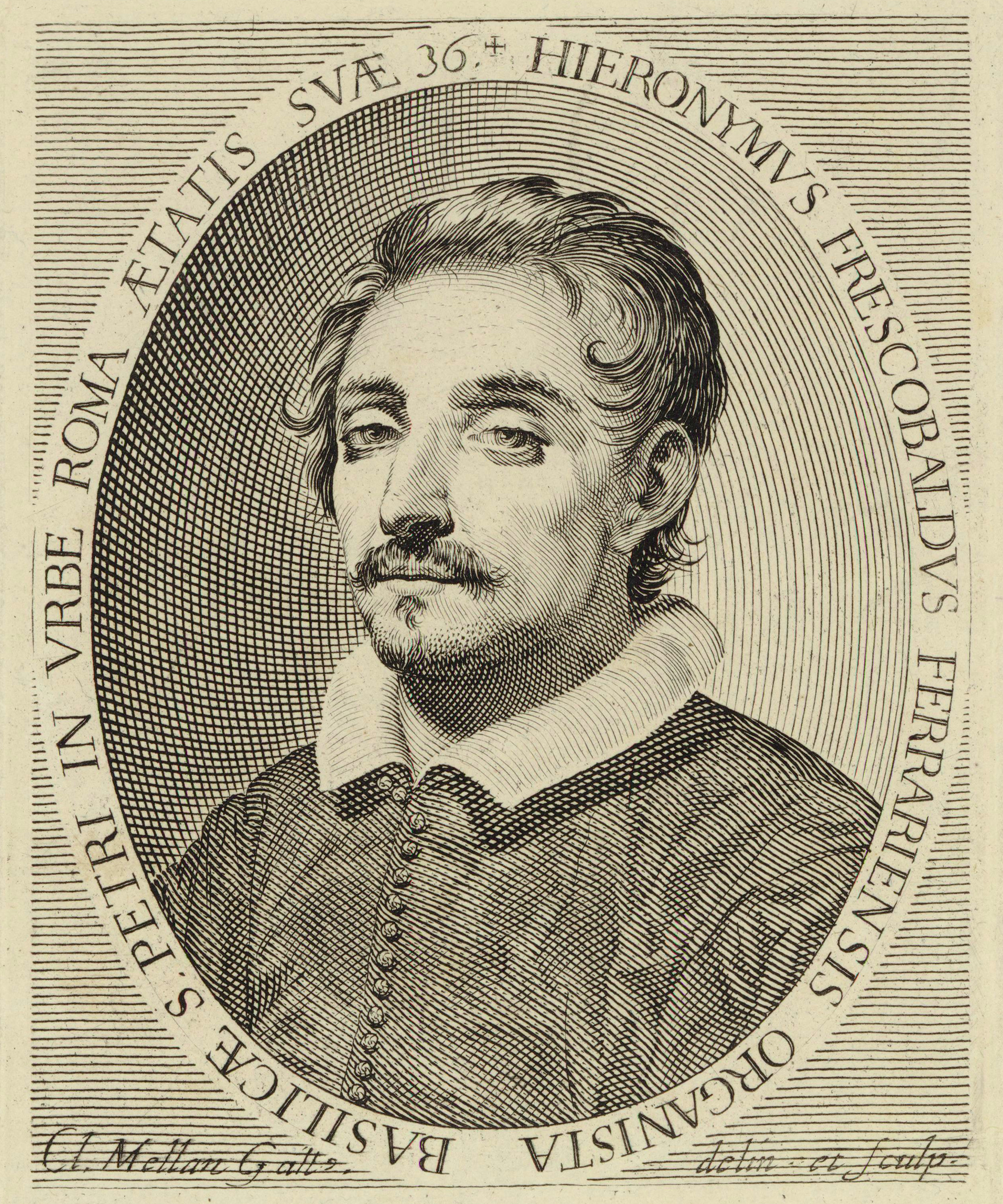
Girolamo Frescobaldi
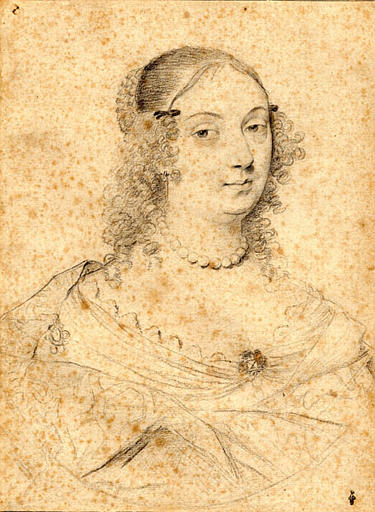
Ludovica Gonzaga